# Slim Gaillard

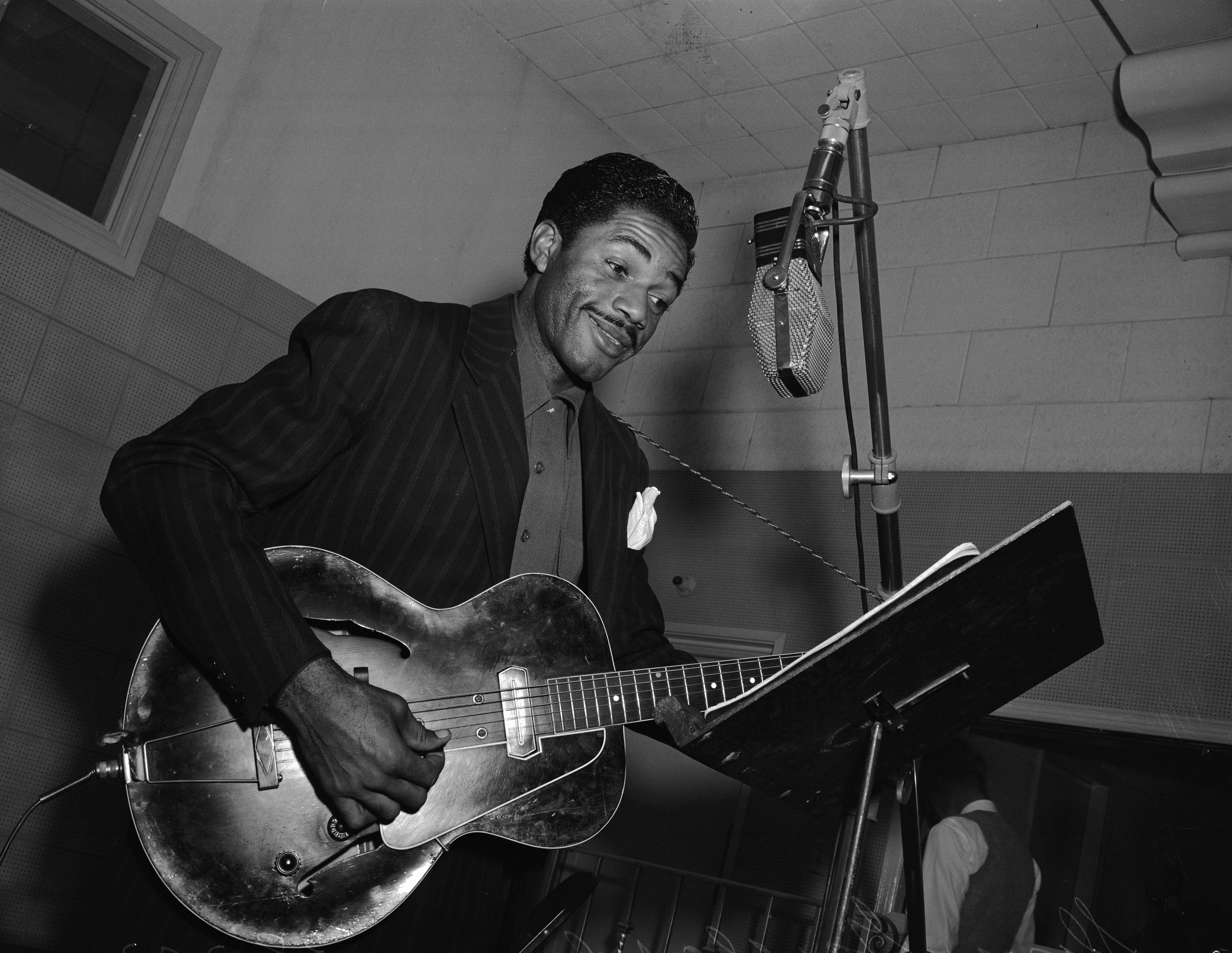
Slim Gaillard (um 1947)

Bulee „Slim“ Gaillard (* 4. Januar 1916 in Detroit; † 26. Februar 1991 in London) war ein US-amerikanischer Jazz-Sänger, Pianist und Gitarrist, besonders bekannt als Teil des Duos Slim & Slam.

## Leben und Werk
Er wurde als Sohn des deutschen Einwanderers Theopolous Rothschild und der Afroamerikanerin Liza Gaillard geboren und wuchs in Detroit auf. Sein Vater arbeitete als Steward auf einem Kreuzfahrtschiff und nahm Gaillard manchmal mit (nach seinen Erzählungen soll er ihn sogar einmal auf Kreta „vergessen“ haben). Gaillard spielte Piano (im Boogie-Woogie-Stil), Gitarre und Vibraphon. In Detroit arbeitete er – so seine eigenen Angaben – zeitweilig als Leichenbestatter, versuchte sich als Boxer und während der Prohibition als Alkohol-Schmuggler für „The Purple Gang“. Dann trat er mit einer Nummer auf, in der er gleichzeitig steppte und Gitarre spielte, womit er in den 1930er Jahren in New York City im Vaudeville auftreten wollte.
1936 bis 1942  hatte er dort große Erfolge als Teil des Duos Slim and Slam mit dem Bassisten Slam Stewart. Sie hatten 1938 den Hit Flat Foot Floogie (with a Floy Floy), denen weitere wie Laughin in Rhythm und Tutti Frutti (keine Identität mit Little Richards Tutti Frutti, sondern komponiert von Doris Fisher) folgten, die der Improvisations-Künstler Gaillard bei Auftritten oft stark variierte. Mit den humorvoll präsentierten Dada-ähnlichen Nonsense-Texten, bei denen Gaillard gerne spanisches, chinesisches oder sonstiges Kauderwelsch spricht und kulinarische Themen eine große Rolle spielen, genoss das Duo damals Kultstatus (wie etwa in Jack Kerouac's On the road von 1957 geschildert). 1941 wurden sie für die Hollywood-Komödie Hellzapoppin’ (Regie Henry Codman Potter) engagiert. Gaillards Einberufung zum Militärdienst in der US-Luftwaffe während des Krieges  führte zum Ende der Zusammenarbeit als Slim & Slam.
Nach der Entlassung 1944 ging Gaillard nach Los Angeles, wo er mit dem Bassisten Bam Brown in ähnlicher Formation wie mit Stewart in „Billy Berg’s Hollywood Boulevard Club“ auftrat (Slim and Bam). 1945 hatten sie den Hit Cement Mixer (Puti Puti)der auf #5 der „Race Record“ Charts gelangte. 1946 hatte Gaillards längeres Stück The Groove Juice special (Opera in Vout) in Los Angeles Premiere („Vout“ nannte Gaillard seine Nonsense-Sprache). 1945 ist er in einer Bebop-Session mit u. a. Dizzy Gillespie und Charlie Parker (Slim’s Jam) zu hören. Sie spielten seinen Hit Flat Foot Floogie als typische Bop-Nummer, die vom Scat-Gesang unterbrochen wird, außerdem nahmen sie Slim’s Jam, Dizzy Boogie und Popity Pop auf.
Gaillard spielte auch mit Miles Davis, Percy Heath und John Lewis. In Los Angeles nahm er in einer Combo mit Zutty Singleton, Dodo Marmarosa und Brown auf. Weitere Hits waren Down by the station von 1948 und Yep Roc’s Heresay von 1951. Auf dem Höhepunkt seiner Popularität Ende der 1940er/Anfang der 1950er Jahre war er begehrt als Eröffnungsnummer im Birdland, war 1953 mit Jazz at the Philharmonic unterwegs und nahm außerdem für Verve auf. Ende der 1950er Jahre war er mit Stan Kenton auf Tour.
Von den 1960er Jahren an hatte er die unterschiedlichsten Berufe als Hutmacher, Motelmanager in San Diego, Elektriker und sogar als Obstfarmer in Tacoma. Ab Ende der 1960er-Jahre trat er häufiger in Fernsehfilmen auf. Als Schauspieler wirkte er in der zweiten Staffel der Fernsehserie Roots 1979 mit.

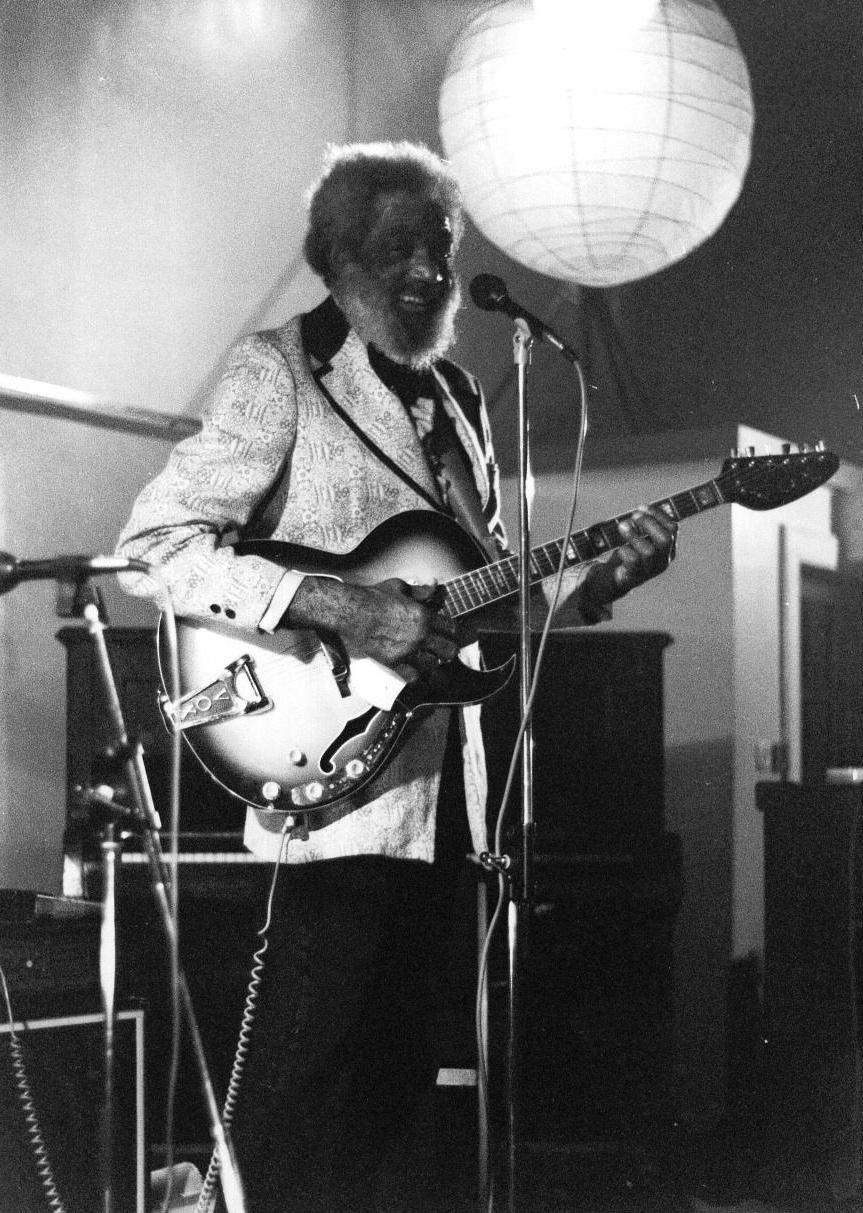
Gaillard in Edinburgh (1982)

1970 spielte er wieder auf dem Monterey Jazz Festival mit Slam Stewart und in den 1970ern auch mit Gillespie, der ihn 1982 überredete, wieder im Jazz aktiv zu werden. In den 1980er Jahren hatte er ein Comeback, tourte auf europäischen Jazz-Festivals (mit Hauptwohnsitz London), aber auch mit Daniel Huck mit großem Erfolg in Japan und veröffentlichte das Album Anytime, Anyplace, Anywhere, bei dem u. a. Buddy Tate, Jay McShann, Peter Ind und Digby Fairweather mitwirkten. Im Musical-Film Absolute Beginners von 1986 (Regie: Julien Temple) singt er auf einer Party Selling out. Die BBC drehte 1989 einen mehrteiligen Film The World of Slim Gaillard über ihn. 1991 starb Slim Gaillard in London an Krebs.
Seine Tochter Janis Hunter war zwischen 1977 und 1981 Ehefrau von Marvin Gaye und ist die Mutter der Schauspielerin und Sängerin Nona Gaye (geb. 1974).

## Diskografie (Auswahl)
Das Werk von Slim Gaillard ist auf Classics – 1937–38, 1939–40, 1940–42, 1945 Vol. 1 & 2, 1946 und 1947–1951 dokumentiert. Auf Slim Gaillard 1945 Vol. 2 spielt er mit Slam Stewart, Charlie Parker, Dizzy Gillespie und Dodo Marmarosa (Slim’s Jam). Auf BeBop’s Heartbeat finden sich neben Flat Foot Floogie die ebenfalls von Gaillard geschriebenen Nummern Dizzy Boogie, Popity Pop und Slim’s Jam.

## Sammlung
- Slim & Slam – Complete Recordings 1938 – 1942 (Affinity 1992) – 3 CDs u. a. mit Slam Stewart, Kenny Clarke, Chico Hamilton, Ben Webster, Al Killian

Weitere Ausgaben sind:
- Slim’s Jam (Topaz, 1938–46)
- The Absolute Voutest, ’46 (Hep Records, 1946)
- BeBop’s Heartbeat (Rec. 1945 & 1947), mit Slim Gaillard, Charlie Parker, Dizzy Gillespie, John Lewis, Al McKibbon, Joe Harris und Zutty Singleton
- Laughing In Rhythm: The Best Of The Verve Years (Properbox, $-Cd-Edition, 1946–1954)
- The Legendary McVouty (Hep, 1946)
- Cement Mixer, Putti Putti (President, 1945–49)
- Slim Gaillard Rides Again (Verve, 1959)
- Anytime, Anyplace, Anywhere (Hep, 1982)
- Groove Juice: The Norman Granz Recordings + More (ed. 2018)